# Adam Morrison
Pour les articles homonymes, voir Morrison.
Adam John Morrison (né le 19 juillet 1984 à Glendive, Montana) est un ancien joueur de basket-ball qui évoluait au poste d'ailier. Il devient ensuite assistant-coach aux Bulldogs de Gonzaga, son ancienne équipe universitaire, puis au lycée Mead HS.

## Biographie
Fils d'un entraîneur de basket-ball universitaire, Adam Morrison a déménagé plusieurs fois au cours de sa jeunesse. Entre 2003 et 2006, joue dans l'équipe universitaire des Bulldogs de Gonzaga. Sa dernière saison lui vaut le trophée du meilleur joueur universitaire, qu'il partage avec J. J. Redick.
Morrison est sélectionné par les Bobcats de Charlotte au premier tour de la Draft 2006 de la NBA en troisième position. Il débute en NBA le 1er novembre 2006 face aux Pacers de l'Indiana. Il ne parvient pas à s'assurer une place de titulaire régulier dans l'équipe et termine sa première saison avec une moyenne de 11,8 points marqués par match.
Morrison manque la saison 2007-2008 à cause d'une blessure au ligament croisé antérieur contractée lors d'un match de préparation. Rétabli, il revient dans la rotation en 2008-2009.
En février 2009, il part aux Lakers de Los Angeles avec Shannon Brown contre Vladimir Radmanović. Bien que remplaçant et n'ayant pas joué une minute durant les finales, il devient avec son équipe champion NBA 2009.
À la suite du lock-out en NBA à l'été 2011, il rejoint l'Étoile rouge de Belgrade pour jouer l'Euroligue et la Ligue adriatique. Il rejoint le club turc du Beşiktaş JK en janvier 2012.
Le 25 juillet 2013, Adam Morrison annonce la fin de sa carrière professionnelle et décide de rejoindre son ancienne équipe universitaire, les Bulldogs de Gonzaga, en tant qu'assistant-coach.

## Palmarès
- Champion NBA en 2009 et 2010 avec les Lakers de Los Angeles.
- Champion de la Conférence Ouest en 2009 et 2010 avec les Lakers de Los Angeles.
- Champion de la Division Pacifique en 2009 et 2010 avec les Lakers de Los Angeles.